# PowerPC Reference Platform
Het PowerPC Reference Platform (PReP) beschrijft een standaardarchitectuur voor PowerPC-gebaseerde computersystemen. De PReP-specificatie werd tegelijkertijd met de PowerPC-processorarchitectuur ontwikkeld en werd in 1994 door IBM gepubliceerd. PReP stelde hardwareleveranciers in staat om een computer te bouwen die verschillende besturingssystemen kon draaien, waaronder Windows NT, OS/2, Solaris en AIX.

## Geschiedenis
Nadat IBM in 1981 zijn eerste IBM Personal Computer op basis van de 8088-processor op de markt had gebracht ontstond er vrij snel een hele industrie van bedrijven die IBM PC-klonen produceerden op basis van een onafhankelijk ontwikkelde BIOS. Zo konden ze de patenten van IBM omzeilen en tezelfdertijd een aanzienlijk marktaandeel van IBM wegkapen. IBM trachtte tevergeefs om via de rechtbank deze bedrijven een halt toe te roepen. Toen IBM begin jaren negentig de PowerPC ontwikkelde besloot het om dit keer de productie van klonen officieel te ondersteunen: de PReP-specificatie beschrijft in detail wat computerfabrikanten moeten doen om compatibel te zijn en omvat alles van laptops tot servers met meerdere processoren.
Een van de doelstellingen van de PReP-specificatie was het gebruik van standaard pc-hardware. Voor Apple, die zijn Macintosh-computers naadloos wilde overzetten naar PowerPC, was dit bijzonder problematisch. Omdat niemand echt blij leek te zijn met PReP, werd eind 1995 het Common Hardware Reference Platform (CHRP) gepubliceerd, een nieuwe standaard waarin elementen van zowel PReP als de Power Macintosh-architectuur waren opgenomen. Een van de belangrijkste vereisten van CHRP was het gebruik van Open Firmware (ook vereist in PReP-compatibele systemen geleverd na 1 juni 1995). Dat gaf leveranciers een aanzienlijk verbeterde ondersteuning tijdens het opstartproces, waardoor de hardware veel gevarieerder kon zijn.
PReP-systemen zijn nooit populair geweest. Sommige Unix- en Linux-varianten zoals NetBSD en Debian ondersteunen de PReP-architectuur. Ook het realtime besturingssysteem RTEMS biedt ondersteuning voor PReP-gebaseerde realtime embedded systems.
In 2006 deed Power.org met de Power Architecture Platform Reference (PAPR)-specificatie op zijn beurt een nieuwe poging om een standaardarchitectuur te definiëren, dit keer voor Power ISA-gebaseerde systemen met het Linux-besturingssysteem.